# 델타 IV
델타 IV는 미국의 우주로켓이다. 미국 국방부의 EELV 계획의 하나로 보잉에서 개발되었다. 민간용과 군용 겸용이다.
최종적으로 발사장에서 ULA에 의해 조립된다.
보잉의 델타 IV는 경쟁자인 록히드 마틴의 아틀라스 V와 같이, 반덴버그 공군 기지 또는 케이프커내버럴 공군 기지에서 발사된다. 아틀라스 V가 13톤 운반능력인데 비해, 델타 IV는 22톤으로, 20톤인 우주정거장 모듈을 올릴 수 있다. 고비용 비판으로 퇴역한 우주왕복선은 24톤 운반능력이었다.

## 같이 보기
- 타이탄 IV
- EELV
- 아틀라스 V
- 델타 IV 헤비(델타 IV의 파생형)